# Кубок Макао з футболу 2021
Кубок Макао з футболу 2021 — 15-й розіграш кубкового футбольного турніру у Макао. Титул володаря кубка вдруге здобув Чао Пак Кей.

## Календар
| Раунд               | Дата              | Матчі | Клуби  |
| ------------------- | ----------------- | ----- | ------ |
| Перший раунд        | 7 липня 2021      | 2     | 10 → 8 |
| 1/4 фіналу          | 14-21 липня 2021  | 4     | 8 → 4  |
| 1/2 фіналу          | 28 липня 2021     | 2     | 4 → 2  |
| Матч за третє місце | 25 листопада 2021 | 1     |        |
| Фінал               | 26 листопада 2021 | 1     | 2 → 1  |

## Перший раунд
| Команда 1    | Рахунок | Команда 2                    |
| ------------ | ------- | ---------------------------- |
| 7 липня 2021 |         |                              |
| Хан Сай      | 4:5     | Полісіа ді Сегуранса Публіка |
| Монте-Карло  | 1:3     | Спортінг (Макао)             |

## 1/4 фіналу
| Команда 1                    | Рахунок | Команда 2        |
| ---------------------------- | ------- | ---------------- |
| 14 липня 2021                |         |                  |
| Ка І                         | 5:1     | Каса де Португал |
| Лун Лок                      | 0:5     | Чін Фун          |
| 21 липня 2021                |         |                  |
| Полісіа ді Сегуранса Публіка | 0:4     | Чао Пак Кей      |
| Бенфіка                      | 3:2     | Спортінг (Макао) |

## 1/2 фіналу
| Команда 1     | Рахунок      | Команда 2   |
| ------------- | ------------ | ----------- |
| 28 липня 2021 |              |             |
| Бенфіка       | 3:3 пен. 2:4 | Чін Фун     |
| Ка І          | 0:3          | Чао Пак Кей |

## Матч за третє місце
| Команда 1         | Рахунок | Команда 2 |
| ----------------- | ------- | --------- |
| 25 листопада 2021 |         |           |
| Ка І              | 3:2     | Бенфіка   |

## Фінал
| Команда 1         | Рахунок      | Команда 2 |
| ----------------- | ------------ | --------- |
| 26 листопада 2021 |              |           |
| Чао Пак Кей       | 0:0 пен. 6:5 | Чін Фун   |